# Milton Barros
Milton Lourenço Rosa Barros (Cacongo, 21 giugno 1984) è un ex cestista angolano.

## Carriera
Alto 185 cm per 85 kg, gioca come playmaker nell'Atlético Petróleos Luanda sin dal 2004 e nella nazionale di pallacanestro dell'Angola dal 2006.
Con la nazionale ha preso parte ai Mondiali del 2006.